# Mornans
Mornans est une commune française située dans le département de la Drôme, en région Auvergne-Rhône-Alpes.

## Géographie

### Localisation
Mornans est située à 6 km de Bourdeaux (chef-lieu de canton) et à 17 km de Dieulefit.

### Relief et géologie
Sites particuliers :
- Blain (461 m) ;
- Col de Manin (700 m) ;
- l'Autuche (751 m) ;
- les Berches (1 025 m) ;
- Porte de Barry (1 044 m) ;
- Serre Antoine (823 m) ;
- Serre Saint-Jean (875 m).

### Hydrographie
La commune est arrosée par les cours d'eau suivants :
- le Roubion ;
- le Vallat Blanc ;
- l'Eyzarette ;
- Ravin du Combeau
- Rif du Lavoir
- Vallat Bouchard.

### Climat
Pour des articles plus généraux, voir Climat d'Auvergne-Rhône-Alpes et Climat de la Drôme.
En 2010, le climat de la commune est de type climat méditerranéen altéré, selon une étude du CNRS s'appuyant sur une série de données couvrant la période 1971-2000. En 2020, Météo-France publie une typologie des climats de la France métropolitaine dans laquelle la commune est exposée à un climat de montagne ou de marges de montagne et est dans la région climatique  Alpes du sud, caractérisée par une pluviométrie annuelle de 850 à 1 000 mm, minimale en été. 
Pour la période 1971-2000, la température annuelle moyenne est de 12,1 °C, avec une amplitude thermique annuelle de 16,4 °C. Le cumul annuel moyen de précipitations est de 957 mm, avec 8,1 jours de précipitations en janvier et 4,9 jours en juillet. Pour la période 1991-2020, la température moyenne annuelle observée sur la station météorologique de Météo-France la plus proche, sur la commune de Bourdeaux à 4 km à vol d'oiseau, est de 11,9 °C et le cumul annuel moyen de précipitations est de 953,4 mm,. Pour l'avenir, les paramètres climatiques de la commune estimés pour 2050 selon différents scénarios d'émission de gaz à effet de serre sont consultables sur un site dédié publié par Météo-France en novembre 2022.

## Urbanisme

### Typologie
Au 1er janvier 2024, Mornans est catégorisée commune rurale à habitat très dispersé, selon la nouvelle grille communale de densité à 7 niveaux définie par l'Insee en 2022.
Elle est située hors unité urbaine et hors attraction des villes,.

### Occupation des sols
L'occupation des sols de la commune, telle qu'elle ressort de la base de données européenne d’occupation biophysique des sols Corine Land Cover (CLC), est marquée par l'importance des forêts et milieux semi-naturels (66,9 % en 2018), en diminution par rapport à 1990 (74,1 %). La répartition détaillée en 2018 est la suivante : 
forêts (57,6 %), zones agricoles hétérogènes (22,7 %), prairies (10,3 %), milieux à végétation arbustive et/ou herbacée (9,3 %), terres arables (0,1 %). L'évolution de l’occupation des sols de la commune et de ses infrastructures peut être observée sur les différentes représentations cartographiques du territoire : la carte de Cassini (XVIIIe siècle), la carte d'état-major (1820-1866) et les cartes ou photos aériennes de l'IGN pour la période actuelle (1950 à aujourd'hui).

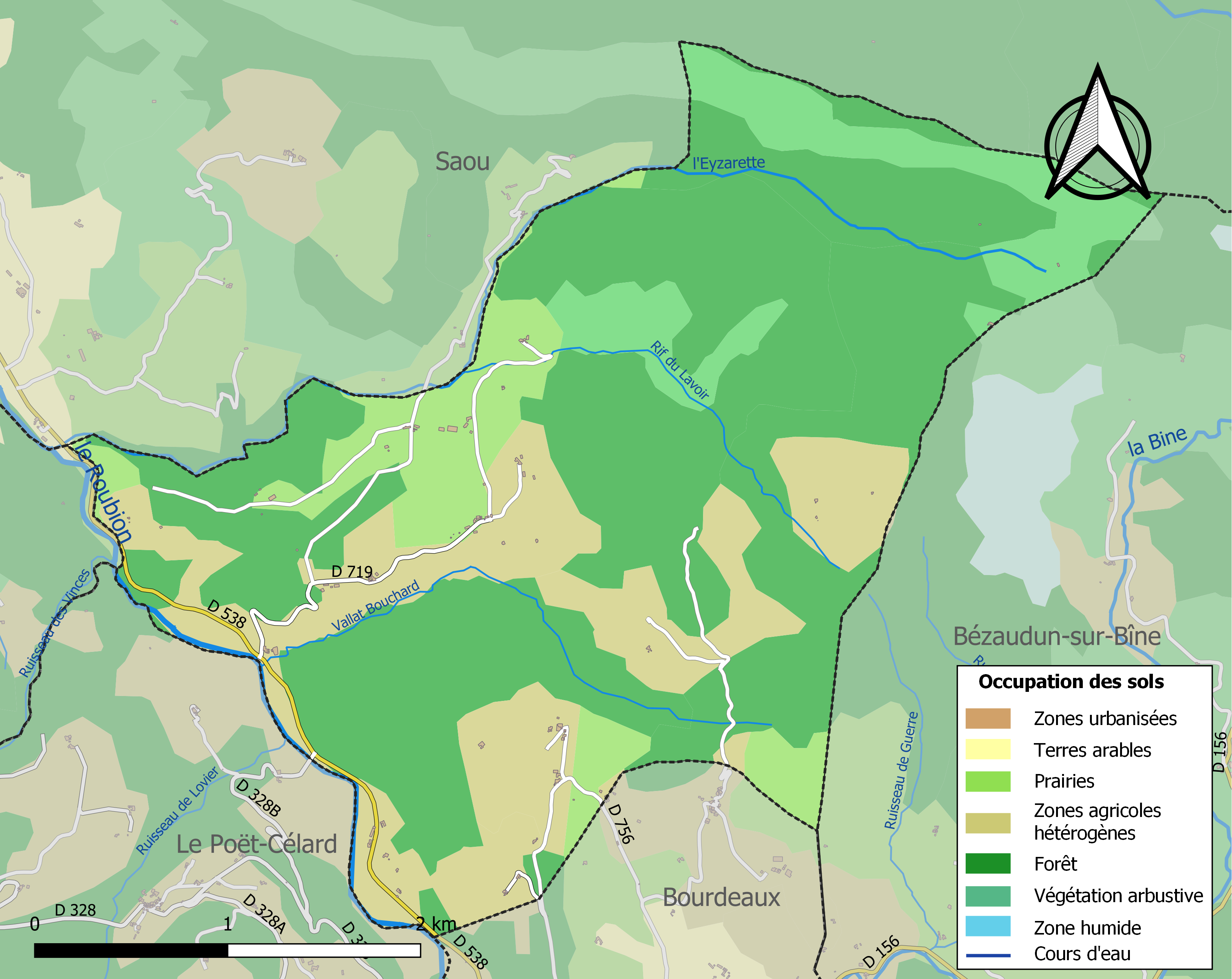
Carte des infrastructures et de l'occupation des sols de la commune en 2018 (CLC).

### Morphologie urbaine

#### Quartiers, hameaux et lieux-dits
Site Géoportail (carte IGN) :
- Bompart
- Fondoresse
- Grange Neuve
- la Plaine
- Larnet
- la Tour
- le Bachassou
- le Barry
- le Bouvet
- le Devès
- le Moulin de Mornans
- le Pradas
- les Andrivets
- les Ariotes
- les Benoîts
- les Bertoris
- les Bertoux
- les Chabas
- les Crosas
- les Gontards
- les Grandes Pignes
- les Pommerets
- les Serres
- les Tornillons
- les Tournelles
- le Vignal
- Longuentière
- Longue Somme
- l'Ubac
- Pascalin
- Pauroux
- Plaine Jenille
- Roustan
- Sadoux
- Tour de Mornans

Anciens quartiers, hameaux et lieux-dits :
- les Andrivets est une ferme et un quartier attestés en 1891[13].
- Pauroux est un lieu-dit qui doit son nom à Paul Roux[réf. nécessaire].

## Toponymie

### Attestations
Dictionnaire topographique du département de la Drôme :
- 1304 : Mornans (archives de la Drôme, E 869).
- 1310 : Mornancium (archives de la Drôme, E 869).
- 1321 : Mornastium (archives de la Drôme, E 869).
- 1332 : Mornacum (Gall. christ., XVI, 124).
- XIVe siècle : mention de la paroisse : capella de Mornantio (pouillé de Die).
- 1509 : mention de l'église Saint-Martin : ecclesia Sancti Martini de Mornantio (visites épiscopales).
- 1516 : mention de la paroisse : cura de Mornasio (rôle de décimes).
- 1740 : Mornan parroisse de Sélas (registre de la paroisse de Saou).
- 1891 : Mornans, commune du canton de Bourdeaux.

## Histoire

### Du Moyen Âge à la Révolution
La seigneurie :
- Au point de vue féodal, la terre (ou seigneurie) était du fief des comtes de Diois.
- Premièrement possédée par les Galons.
- Début XIVe siècle : elle passe (par mariage) aux Mornans.
- Vers 1418 : passe aux Clermont.
- 1473 : passe aux Blayn.
- Passe (par mariage) aux Marcel, derniers seigneurs.

Avant 1790, Mornans était une communauté de l'élection de Montélimar et de la subdélégation et sénéchaussée de Crest.

Elle formait une paroisse du diocèse de Die, dont l'église, dédiée à saint Pierre, l'était auparavant à saint Martin. Les dîmes appartenaient au prieur de Bourdeaux. Cette paroisse était unie à celle de Célas depuis le XVIIe siècle.

### De la Révolution à nos jours
En 1790, Mornans fait partie du canton de Bourdeaux.

## Politique et administration

### Liste des maires
| Période                                                                      | Période                    | Identité                               | Étiquette        | Qualité        |
| ---------------------------------------------------------------------------- | -------------------------- | -------------------------------------- | ---------------- | -------------- |
| Les données manquantes sont à compléter. : de la Révolution au Second Empire |                            |                                        |                  |                |
| 1790                                                                         | 1871                       | ?                                      |                  |                |
| Les données manquantes sont à compléter. : depuis la fin du Second Empire    |                            |                                        |                  |                |
| 1871                                                                         | 1874                       | ?                                      |                  |                |
| 1874                                                                         | 1878                       | ?                                      |                  |                |
| 1878                                                                         | 1884                       | ?                                      |                  |                |
| 1884                                                                         | 1888                       | ?                                      |                  |                |
| 1888                                                                         | 1892                       | ?                                      |                  |                |
| 1892                                                                         | 1896                       | ?                                      |                  |                |
| 1896                                                                         | 1900                       | ?                                      |                  |                |
| 1900                                                                         | 1904                       | ?                                      |                  |                |
| 1904                                                                         | 1908                       | ?                                      |                  |                |
| 1908                                                                         | 1912                       | ?                                      |                  |                |
| 1912                                                                         | 1919                       | ?                                      |                  |                |
| 1919                                                                         | 1925                       | ?                                      |                  |                |
| 1925                                                                         | 1929                       | ?                                      |                  |                |
| 1929                                                                         | 1935                       | ?                                      |                  |                |
| 1935                                                                         | 1945                       | ?                                      |                  |                |
| 1945                                                                         | 1947                       | ?                                      |                  |                |
| 1947                                                                         | 1953                       | ?                                      |                  |                |
| 1953                                                                         | 1959                       | ?                                      |                  |                |
| 1959                                                                         | 1965                       | ?                                      |                  |                |
| 1965                                                                         | 1971                       | ?                                      |                  |                |
| 1971                                                                         | 1977                       | ?                                      |                  |                |
| 1977                                                                         | 1983                       | Jean-Paul Teyssier                     | PS               |                |
| 1983                                                                         | 1989                       | Jean-Paul Teyssier                     |                  | maire sortant  |
| 1989                                                                         | 1995                       | Jean-Paul Teyssier                     |                  | maire sortant  |
| 1995                                                                         | 2001                       | Jean-Paul Teyssier                     |                  | maire sortant  |
| 2001                                                                         | 2008                       | Jean-Paul Teyssier                     |                  | maire sortant  |
| 2008                                                                         | 2014                       | Noëlle Pasquet                         | (sans étiquette) | retraitée      |
| 2014                                                                         | 2020                       | Noëlle Pasquet                         |                  | maire sortante |
| 2020                                                                         | En cours (au 27 mars 2021) | Thierry Patonnier[source insuffisante] |                  |                |

## Population et société

### Démographie
L'évolution du nombre d'habitants est connue à travers les recensements de la population effectués dans la commune depuis 1793. Pour les communes de moins de 10 000 habitants, une enquête de recensement portant sur toute la population est réalisée tous les cinq ans, les populations de référence des années intermédiaires étant quant à elles estimées par interpolation ou extrapolation. Pour la commune, le premier recensement exhaustif entrant dans le cadre du nouveau dispositif a été réalisé en 2004.

En 2022, la commune comptait 79 habitants, en évolution de +12,86 % par rapport à 2016 (Drôme : +2,64 %, France hors Mayotte : +2,11 %).
| 1793 | 1800 | 1806 | 1821 | 1831 | 1836 | 1841 | 1846 | 1851 |
| ---- | ---- | ---- | ---- | ---- | ---- | ---- | ---- | ---- |
| 192  | 209  | 155  | 213  | 191  | 205  | 235  | 238  | 232  |

| 1856 | 1861 | 1866 | 1872 | 1876 | 1881 | 1886 | 1891 | 1896 |
| ---- | ---- | ---- | ---- | ---- | ---- | ---- | ---- | ---- |
| 210  | 216  | 226  | 205  | 213  | 199  | 190  | 185  | 171  |

| 1901 | 1906 | 1911 | 1921 | 1926 | 1931 | 1936 | 1946 | 1954 |
| ---- | ---- | ---- | ---- | ---- | ---- | ---- | ---- | ---- |
| 157  | 157  | 139  | 115  | 110  | 97   | 91   | 99   | 88   |

| 1962 | 1968 | 1975 | 1982 | 1990 | 1999 | 2004 | 2006 | 2009 |
| ---- | ---- | ---- | ---- | ---- | ---- | ---- | ---- | ---- |
| 77   | 64   | 62   | 78   | 68   | 53   | 61   | 71   | 65   |

| 2014 | 2019 | 2022 | - | - | - | - | - | - |
| ---- | ---- | ---- | - | - | - | - | - | - |
| 70   | 75   | 79   | - | - | - | - | - | - |

### Enseignement
La commune relève de l’académie de Grenoble. 

### Loisirs
- Randonnés : sentiers pédestres vers le col de la Chaudière[20]).

## Économie

### Agriculture
En 1992 : bois, pâturages (bovins, ovins, caprins), céréales.

### Tourisme
- Chambres d'hôte, tables d'hôte et gîtes[21].

## Culture locale et patrimoine

### Lieux et monuments
- Tour de Mornans[20] : donjon cylindrique[réf. nécessaire].
- Temple protestant (au chef-lieu)[20].

### Héraldique, logotype et devise
|  | Mornans possède des armoiries dont l'origine et le blasonnement exact ne sont pas disponibles. |